# 小行星1405
小行星1405（1405 Sibelius）是一颗主带小行星，是爾約·維薩拉在1936年9月12日于图尔库发现的。
該小行星以芬兰作曲家让·西贝柳斯命名。